# 上海市松江区中心医院

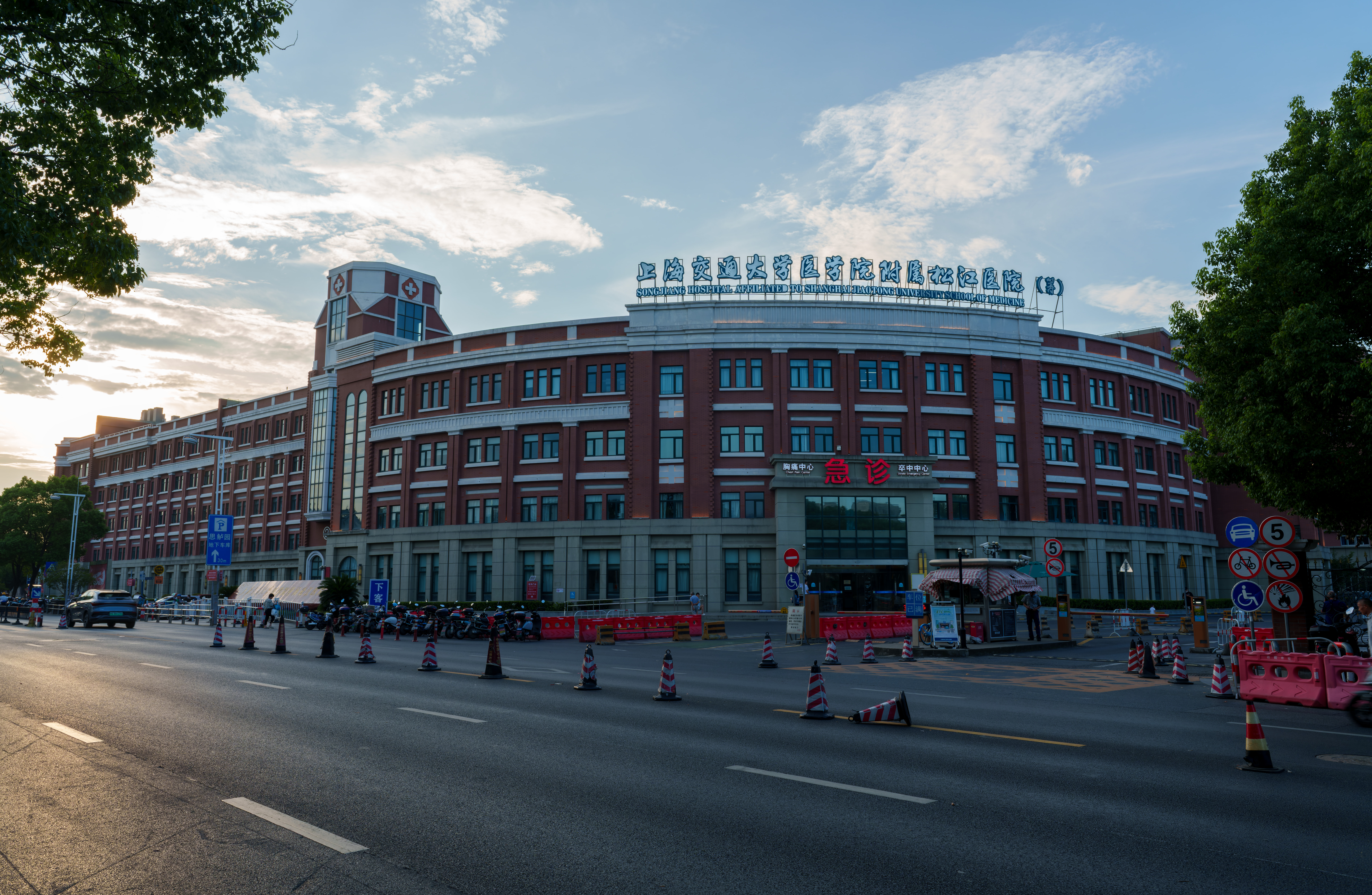
上海交通大学医学院附属松江医院（筹）

上海市松江区中心医院又稱上海交通大学医学院附属松江医院（筹），是位於中華人民共和國上海市松江区的一家三级乙等综合性醫院，医院成立于1949年6月，当时是江苏省松江专区医院。同年7月6日開診時設立手術室。1958年后隨著松江被劃入上海，該醫院也成為上海的一部分。

## 外部連結
- 官方网站